# Włodzimierz Plaskota
Włodzimierz Plaskota, Dusiek (ur. 2 grudnia 1933 w Skarżysku-Kamiennej, zm. 25 czerwca 2005 we Wrocławiu) – polski muzyk, kompozytor, kabareciarz.
Od 1967 r. sprawował funkcję szefa muzycznego kabaretu Dymek z papierosa Wojciecha Dzieduszyckiego, od 1971 r. kabaretu „Elita”, a od 1976 r. Studia 202. Był twórcą i kompozytorem blisko tysiąca piosenek, spektakli teatralnych oraz autorem ilustracji muzycznej serialu Strachy. 
Pochowany na Cmentarzu Osobowickim we Wrocławiu.

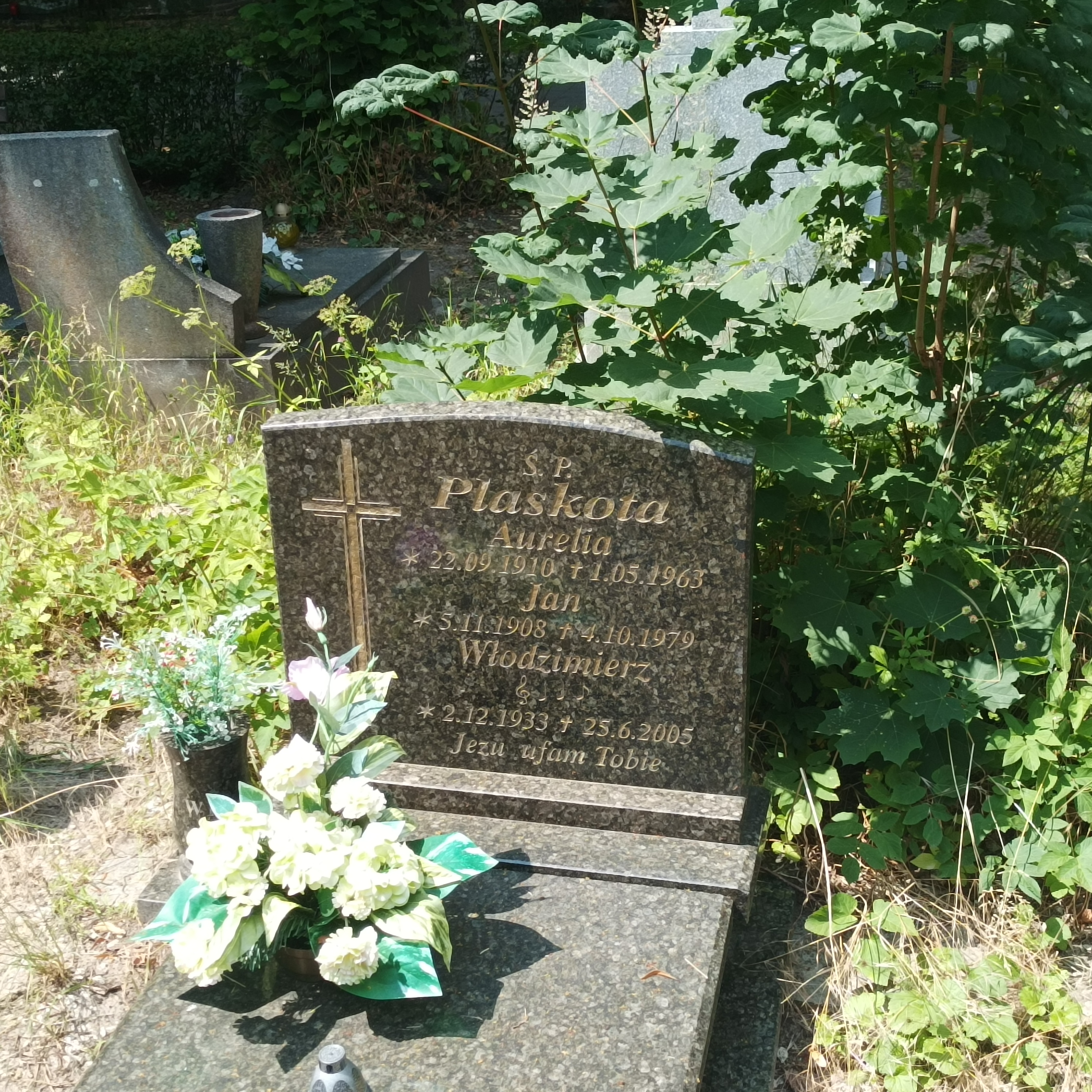
Grób Włodzimierza Plaskoty na Cmentarzu Osobowickim